# Bão gió châu Âu

Hoạt hình 24 giờ Xoáy thuận Xynthia đi ngang qua Pháp

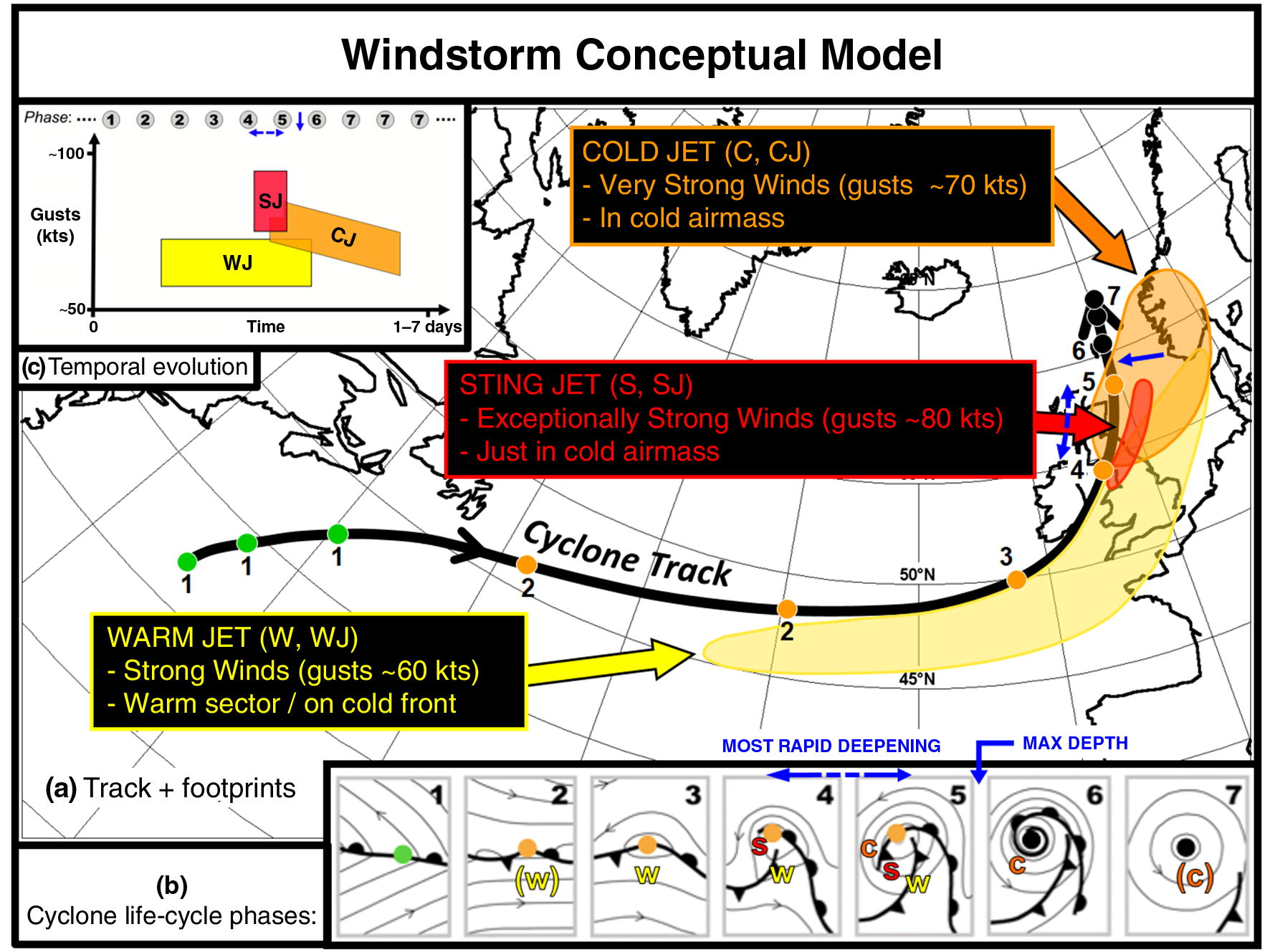
Mô hình khái niệm cho một cơn bão gió châu Âu và các dấu chân gió mạnh liên quan. Lưu ý rằng tuyến đường cơn bão, vị trí dấu chân và kích thước dấu chân thay đổi theo từng trường hợp và tất cả các dấu chân không phải lúc nào cũng có mặt.

Bão gió châu Âu là tên gọi cho các xoáy thuận ngoài nhiệt đới mạnh nhất xảy ra trên toàn châu Âu. Chúng hình thành như bão gió xoáy liên kết với các khu vực có áp suất khí quyển thấp. Chúng phổ biến nhất vào những tháng mùa thu và mùa đông. Trung bình, tháng có bão gió nhiều nhất hình thành là tháng Giêng. Trung bình mỗi mùa là 4,6 cơn bão. Các khu vực có áp suất thấp ở vùng Bắc Đại Tây Dương, đôi khi bắt đầu là nor'easter ngoài khơi bờ biển New England, và thường xuyên đi qua Bắc Đại Tây Dương về phía Tây Âu, qua bờ biển phía bắc của Anh và Ireland vào Biển Na Uy. Tuy nhiên, khi chúng đi về phía nam, chúng có thể ảnh hưởng đến hầu hết các quốc gia ở Châu Âu. Các nước thường hay bị ảnh hưởng bao gồm Vương quốc Anh, Ireland, Hà Lan, Na Uy, Quần đảo Faroe và Iceland, nhưng bất kỳ quốc gia nào ở Trung Âu, Bắc Âu và đặc biệt là Tây Âu đều thỉnh thoảng bị ảnh hưởng bởi một hệ thống bão như vậy.
Các hiện tượng gió mạnh bên trong các cơn bão ở châu Âu, làm gia tăng "vết chân tàn phá" trên mặt đất, có thể được xếp thành ba loại, đó là "warm jet", "cold jet" và "sting jet". Các hiện tượng này khác nhau về mặt cơ chế vật lý, cấu trúc khí quyển, khoảng không, thời gian, mức độ nghiêm trọng, khả năng dự đoán và vị trí liên quan đến bão và frông .
Trung bình các cơn bão này gây thiệt hại kinh tế 1,9 tỷ euro mỗi năm, và tổn thất bảo hiểm là 1,4 tỷ euro mỗi năm (1990-1998). Chúng xếp hạng như là nguyên nhân cao thứ hai gây ra tổn thất bảo hiểm thảm hoạ thiên nhiên toàn cầu (sau các cơn xoáy thuận nhiệt đới ở Mỹ).

## Sự hình thành bão gió

### Dao động Bắc Đại Tây Dương (NAO)
Tình trạng của dao động Bắc Đại Tây dương liên quan đến tần số, cường độ, và tuyến đường các cơn bão gió châu Âu . Một số lượng lớn các cơn bão đã được ghi nhận ở khu vực Bắc Đại Tây Dương / Châu Âu trong các giai đoạn NAO tích cực (so với giai đoạn NAO tiêu cực) và do các vùng rộng lớn hơn có điều kiện tăng trưởng phù hợp hơn. Sự xuất hiện của các cơn lốc xoáy cực đoan Bắc Đại Tây Dương có liên quan đến tình trạng của NAO trong giai đoạn phát triển của các cơn bão lốc. Các cơn bão mạnh nhất được nhúng vào trong và hình thành trong quy mô lớn lưu lượng khí quyển. Cần lưu ý rằng, mặt khác, các cơn lốc xoáy tự đóng một vai trò chính trong việc lèo lái giai đoạn NAO. Tính toàn thể sự mất mát năng lượng bão gió châu Âu cho thấy sự phụ thuộc mạnh mẽ vào NAO, với tổn thất tăng / giảm 10-15% ở tất cả các thời kỳ quay trở lại.

### Tập trung
Sự tập trung theo thời gian của các sự kiện bão gió cũng đã được ghi nhận, với 8 cơn bão liên tiếp xảy ra ở châu Âu vào mùa đông 1989/90. Lothar và Martin năm 1999 cách biệt chỉ trong 36 giờ. Kyrill năm 2007 chỉ sau bốn ngày sau Hanno, và năm 2008 với Johanna, Kirsten và Emma. Trong năm 2011, Xaver (Berit) di chuyển qua Bắc Âu và chỉ một ngày sau, một cơn bão khác, tên là Yoda, cũng đã tràn vào cùng khu vực. Vào tháng 12 năm đó, Friedhelm, Hergen, Joachim và Oliver / Patrick (Cato / Dagmar) đã đổ vào Bắc Âu.

## Ảnh hưởng kinh tế

### Tổn thất bảo hiểm
Các tổn thất bảo hiểm từ bão gió là nguồn gây tổn thất lớn thứ hai đối với bất kỳ hiểm hoạ tự nhiên nào sau các cơn bão nhiệt đới Đại Tây Dương ở Hoa Kỳ . Bão gió mất mát vượt quá số lượng gây ra bởi lũ lụt ở châu Âu. Ví dụ như một cơn bão, Kyrill trong năm 2007, vượt quá tổn thất của lũ lụt năm 2007 của Anh Quốc . Trung bình có khoảng 200.000 tòa nhà bị hư hại vì gió mạnh ở Anh mỗi năm.

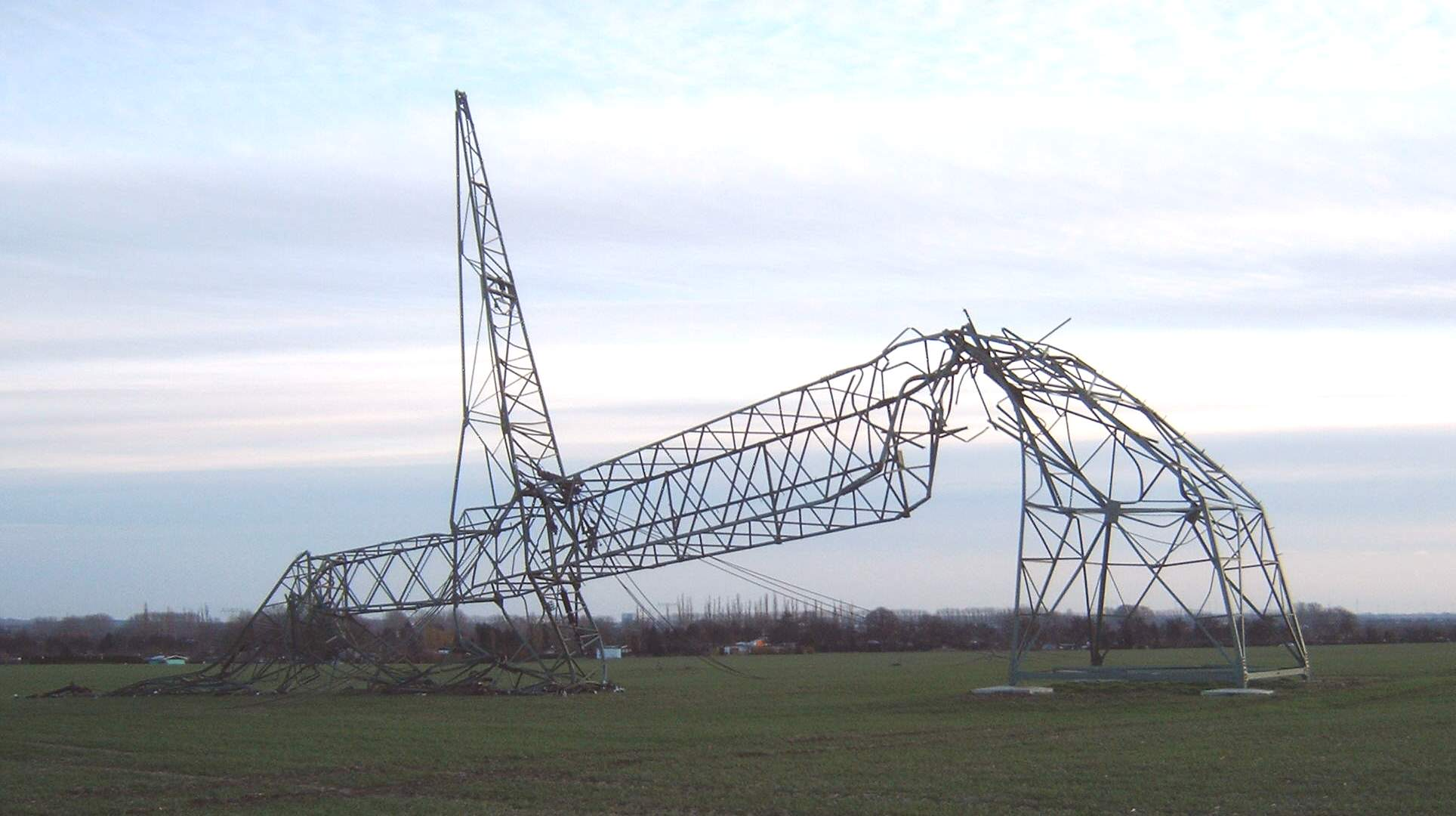
Cột tháp hư hỏng ở Đức sau cơn bão gió Kyrill 2007

### Cung cấp năng lượng
Các cơn bão ở Châu Âu quét sạch khả năng sản xuất điện năng ở các khu vực rộng lớn, làm cho việc bổ sung từ bên ngoài trở nên khó khăn (các động cơ gió sản xuất điện không hoạt động để tránh hư hỏng và việc sản xuất điện hạt nhân có thể bị ngưng nếu nước làm mát bị ô nhiễm hoặc nhà máy điện bị ngập lụt). Khả năng truyền điện cũng có thể bị giới hạn nghiêm trọng nếu đường dây điện bị tuyết băng hoặc gió lớn hạ xuống. Sau trận bão Cyclone Gudrun năm 2005, Đan Mạch và Latvia gặp khó khăn trong việc nhập khẩu điện, và Thụy Điển mất 25% tổng công suất năng lượng do Nhà máy điện hạt nhân Ringhals và nhà máy điện hạt nhân Barsebäck bị đóng cửa .
Trong Ngày bão Boxing Day năm 1998, các lò phản ứng tại nhà máy điện hạt nhân Hunterston B đã bị đóng cửa khi nguồn điện bị mất, có thể là do chạm điện ở các cột tháp do phun muối từ biển. Khi kết nối mạng lưới điện được khôi phục, các máy phát điện đã cấp nguồn cho trạm trong khi mất điện được tắt máy và để "khởi động bằng tay", do đó, khi mất điện một lần nữa, trạm được cấp điện bằng pin trong khoảng thời gian ngắn khoảng 30 phút, đến khi máy phát điện diesel được cho chạy bằng tay . Trong giai đoạn này các lò phản ứng không được làm mát, tương tự như thảm họa hạt nhân Fukushima Daiichi, nhưng sự kiện tại Hunterston được đánh giá là Sự kiện Hạt nhân Quốc tế cấp 2.
Một năm sau đó vào năm 1999 trong cơn bão Lothar, lũ lụt tại nhà máy điện hạt nhân Blayais đã dẫn đến một sự kiện "mức độ 2" trong Thang đo Sự kiện Hạt nhân Quốc tế  Xoáy thuận Lothar và Martin vào năm 1999 đã làm cho 3,4 triệu người tiêu dùng ở Pháp mà không có điện, buộc EdF phải mua tất cả các máy phát điện xách tay hiện có ở châu Âu, thậm chí một số còn được mang vào từ Canada. Những cơn bão này đã làm hỏng một phần tư đường dây truyền tải điện cao thế của Pháp và 300 cột truyền điện cao thế đã bị lật đổ. Đó là một trong những sự xáo trộn năng lượng lớn nhất mà một nước phát triển hiện đại đã từng trải qua .
Theo sau trận bão lớn năm 1987, Liên kết đường cao thế qua biển Manche giữa Anh và Pháp đã bị gián đoạn, và cơn bão đã gây ra hiệu ứng domino về mất điện trong toàn vùng Đông Nam nước Anh . Ngược lại bão gió có thể sản xuất ra quá nhiều năng lượng gió. Xoáy thuận Xynthia đánh vào Châu Âu vào năm 2010, tạo ra 19000 megawatt điện từ 21000 tuabin gió của Đức. Sản lượng điện sản xuất quá nhiều cho người tiêu dùng sử dụng, và giá cả ở cơ quan Giao dịch Năng lượng châu Âu tại Leipzig đã giảm mạnh, dẫn đến việc các nhà khai thác lưới điện phải trả hơn 18 euro mỗi megawatt giờ để giảm tải, tổng chi phí khoảng nửa triệu Euro.
Sự gián đoạn cung cấp khí đốt trong cơn bão Dagmar năm 2011 đã làm nhà máy xử lý khí đốt Ormen Lange của Royal Dutch Shell ở Na Uy không hoạt động được sau khi điện bị cắt bởi cơn bão. Điều này làm cho nguồn cung cấp khí đốt ở Vương quốc Anh này dễ bị tổn thương vì cơ sở này có thể cung cấp tới 20% nhu cầu của Vương quốc Anh thông qua đường ống Langeled, may mắn là sự gián đoạn xảy ra vào thời điểm nhu cầu thấp . Cơn bão này làm cho Nhà máy Điện hạt nhân Leningrad cũng bị ảnh hưởng, vì tảo và bùn bị khuấy lên bởi cơn bão bị hút vào hệ thống làm mát, kết quả là một trong những máy phát điện không hoạt động . Một tình huống tương tự đã được báo cáo sau cơn bão Angus năm 2016 (mặc dù không liên quan đặc biệt đến cơn bão) khi lò phản ứng 1 tại trạm điện hạt nhân Torness ở Scotland đã phải ngưng hoạt động sau khi nước biển cần thiết để làm mát máy bị ngưng trệ do rong biển rong bám quá nhiều xung quanh cửa vào. Ngoài ra, theo sau Storm Angus, mạng lưới điện quốc gia của Anh đưa ra một cuộc điều tra về việc liệu một chiếc neo tàu có làm hư hỏng trong bốn trong số tám dây cáp của thiết bị kết nối điện áp cao của Cross Channel, làm cho nó chỉ có thể hoạt động được với một nửa công suất cho đến tháng 2 năm 2017.

## Đặt tên

### Đặt tên cơn bão
Vào nửa sau của thế kỷ 19, các cơn bão ở châu Âu được đặt tên theo người nhận ra chúng. Thông thường, chúng sẽ được đặt tên theo năm, ngày tháng, ngày của vị thánh khi xảy ra  hoặc bất kỳ cách khác mà làm cho chúng được biết đến.
Tuy nhiên, một cơn bão vẫn có thể được đặt tên khác nhau ở các quốc gia khác nhau. Ví dụ, dịch vụ thời tiết của Na Uy cũng đặt tên các cơn bão đáng chú ý độc lập mà ảnh hưởng đến Na Uy, có thể dẫn đến nhiều tên được sử dụng ở các quốc gia khác nhau mà chúng có ảnh hưởng, như:
- 1999 cơn bão "Anatol" ở Đức, được gọi là "Decemberorkan" hoặc "Adam" ở Đan Mạch và "Carola" ở Thụy Điển.
- Cơn bão 2011 "Dagmar" ở Na Uy và Thụy Điển được gọi là "Patrick" ở Đức và "Tapani" ở Phần Lan.
- 2013 Bão St Jude trong các phương tiện truyền thông tiếng Anh, được gọi là Christian theo tiếng Đức và tiếng Pháp (theo chương trình Adopt-a-Vortex của Đại học Free Berlin) được Viện Khí tượng và Thủy văn Thu Swedish Điển gọi là Simone, và là cơn bão tháng 10 ở Đan Mạch và Hà Lan, sau đó được đặt tên Allan bởi Viện Khí tượng Đan Mạch sau khi có quyết định chính trị đặt tên những cơn bão mạnh ảnh hưởng đến Đan Mạch.

Một hệ thống đặt têncủa người Scotland đã xuất hiện trong năm 2011 thông qua các phương tiện truyền thông xã hội / Twitter, dẫn đến việc đặt tên hài hước cho tên của cơn bão Hurbagham  và Hurley Fannybaws. Cách sử dụng thuật ngữ Hurricane không phải là không có tiền lệ, vì cơn bão Scotland năm 1968 được gọi là "Hurricane Low Q".

#### UK và Ireland
Văn phòng thời tiết Anh Quốc và dịch vụ dự báo của Ailen Met Éireann đã tổ chức các cuộc thảo luận về việc phát triển một hệ thống đặt tên chung cho các cơn bão Đại Tây Dương . Vào năm 2015, một dự án thí điểm của hai nhà dự báo đã được đưa ra là "Đặt tên các cơn bão của chúng ta" nhằm tìm kiếm sự tham gia của công chúng trong việc đặt tên cơn bão xoáy quy mô lớn ảnh hưởng đến Anh Quốc và Ireland vào mùa đông năm 2015/16 . Một cơ quan tiên đoán độc lập, Trung tâm bão gió châu Âu, cũng có danh sách đặt tên riêng, mặc dù đây không phải là danh sách chính thức.

#### Đức

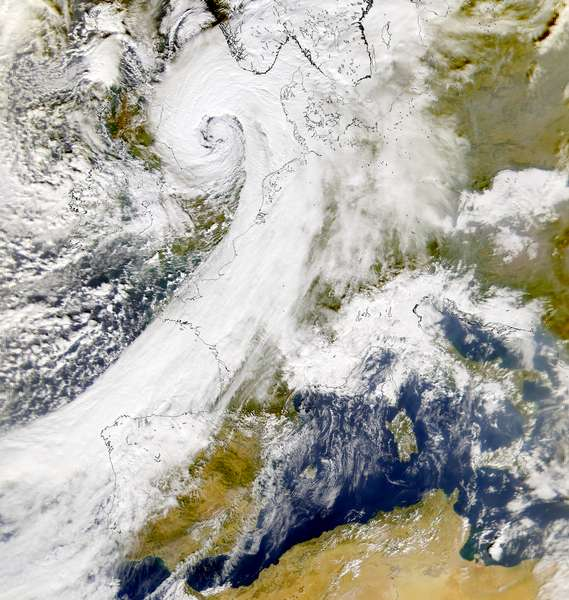
Ảnh vệ tinh của Cyclone Oratia vào ngày 30 tháng 10 năm 2000

Trong năm 1954, Karla Wege, sinh viên của viện khí tượng học thuộc đại học Free University of Berlin đề nghị nên đặt tên cho tất cả các khu vực có áp suất thấp và cao cao ảnh hưởng đến thời tiết Trung Âu. Sau đó, trường đại học bắt đầu đặt tên cho tất cả các khu vực có áp suất cao hoặc thấp trong dự báo thời tiết, từ danh sách 260 tên nam và 260 nữ giới được sinh viên nộp cho. Các tên phụ nữ được giao cho các khu vực có áp suất thấp trong khi các tên đàn ông được giao cho các khu vực có áp lực cao . Các tên này sau đó được các phương tiện truyền thông Berlin sử dụng riêng cho đến tháng 2 năm 1990, sau đó các phương tiện truyền thông Đức bắt đầu sử dụng các tên này, tuy nhiên, chúng không được chính thức chấp thuận bởi Dịch vụ Khí tượng Đức (Deutscher Wetterdienst). DWD sau đó đã cấm các văn phòng của họ việc sử dụng các tên này trong tháng 7 năm 1991, sau khi có nhiều khiếu nại về hệ thống đặt tên. Tuy nhiên, lệnh này đã được tiết lộ cho cơ quan báo chí Đức, Deutsche Presse-Agentur, người điều hành nó như là câu chuyện thời tiết chính của nó. Kênh truyền hình ZDF của Đức sau đó đã mở một cuộc thăm dò điện thoại vào ngày 17 tháng 7 năm 1991 và tuyên bố rằng 72% trong số 40.000 phản hồi ủng hộ giữ tên. Điều này khiến DWD tạm dừng và suy nghĩ về hệ thống đặt tên và ngày nay DWD chấp nhận hệ thống đặt tên và yêu cầu nó được duy trì.
Trong năm 1998 một cuộc tranh luận bắt đầu nếu nó là phân biệt đối xử để đặt tên cho các khu vực có áp lực cao với tên nam giới và các khu vực có áp lực thấp với tên nữ giới. Vấn đề này sau đó đã được giải quyết bằng cách thay đổi tên nam và nữ mỗi năm . Vào tháng 11 năm 2002, chương trình "Adopt-a-Vortex" đã bắt đầu, cho phép các thành viên của công chúng hoặc các công ty mua quyền đặt tên cho một chữ cái do người mua lựa chọn, sau đó được phân bổ theo bảng chữ cái cho các khu vực có áp suất cao và áp suất thấp ở châu Âu trong mỗi năm. Việc đặt tên đi kèm với cơ hội mỏng manh là hệ thống sẽ được chú ý. Số tiền thu được từ việc này được bộ phận khí tượng sử dụng để duy trì các quan sát thời tiết tại Đại học Tự do.

### Tên hiện tượng
Một số ngôn ngữ Châu Âu sử dụng các từ cùng nguồn gốc với từ huracán (orura, orkan, huragan, orkaan, ураган, có thể hoặc không thể khác biệt với các cơn bão nhiệt đới ở những ngôn ngữ này) để chỉ ra những cơn gió lốc xoáy đặc biệt xuất hiện ở châu Âu. Thuật ngữ hurricane áp dụng cho những cơn bão này không liên quan đến cơn lốc xoáy nhiệt đới có cấu trúc khác mà cũng được gọi như vậy, nhưng với cường độ cơn bão theo thang Beaufort (gió ≥ 118 km/h hoặc ≥ 73 mph).
Trong tiếng Anh, việc sử dụng hurricane để chỉ các cơn bão ở châu Âu hầu như không được khuyến khích, vì những cơn bão này không hiển thị cấu trúc của bão nhiệt đới. Tương tự như vậy, việc sử dụng thuật ngữ tiếng Pháp ouragan cũng không được khuyến khích như hurricane trong tiếng Anh, vì nó thường được dành riêng cho các cơn bão nhiệt đới. Các cơn bão châu Âu ở châu Âu Latinh thường được gọi bằng các từ dẫn xuất từ chữ tempestas (tempest, tempête, tempestado), có nghĩa là bão, thời tiết, hay mùa, từ tiếng Latin tempus, có nghĩa là thời gian.
Toàn cầu các bão loại này hình thành từ 30 ° đến 60 ° vĩ độ được gọi là các cơn lốc xoáy ngoài nhiệt đới (extratropical cyclones). Tên "cơn bão gió châu Âu" phản ánh những cơn bão ở châu Âu chủ yếu đáng chú ý là gió mạnh và thiệt hại liên quan, có thể lan rộng ra nhiều quốc gia trên lục địa này. Các cơn lốc xoáy mạnh nhất được gọi là bão gió (windstorms) trong giới học viện và ngành bảo hiểm. Cái tên European windstorm (cơn bão gió châu Âu) đã không được thông qua bởi Văn phòng Met Office của Vương quốc Anh trong các chương trình phát sóng, các phương tiện truyền thông hay của công chúng, và dường như đã được phổ biến trong giới học thuật và bảo hiểm như là một tên ngôn ngữ và thuật ngữ trung lập về các hiện tượng.
Trái ngược với một số nước châu Âu khác, trong tiếng Anh thiếu một cái tên được chấp nhận rộng rãi đối với những cơn bão này. Văn phòng Met Office và các phương tiện truyền thông của Vương quốc Anh thường đề cập đến những cơn bão này như severe gales (những cơn bão dữ dội).. Định nghĩa hiện tại của severe gales (đảm bảo việc đưa ra cảnh báo thời tiết) là những cơn lốc được lặp đi lặp lại có tốc độ 70 dặm / giờ hoặc hơn trên đất liền. Các cơn bão ở châu Âu cũng được mô tả trong các dự báo khác nhau như bão mùa đông (winter storms), winter lows, autumnal lows, Atlantic lows and cyclonic systems Đôi khi chúng còn được gọi là bullseye isobars và dartboard lows liên quan đến sự xuất hiện của chúng trên bản thời tiết. Một cuộc triển lãm của Hội Hoàng gia đã sử dụng tên European cyclones (các cơn lốc xoáy ở châu Âu), với North-Atlantic cyclone (cơn lốc xoáy Bắc Đại Tây Dương) và North-Atlantic windstorms (cơn bão gió Bắc Đại Tây Dương) cũng đang được sử dụng.

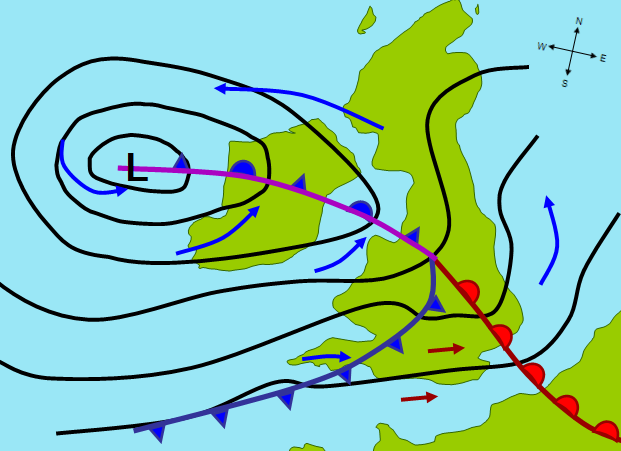
Một biểu đồ tổng hợp giả tưởng của một cơn lốc xoáy ngoại nhiệt đới ảnh hưởng đến Anh Quốc và Ailen. Các mũi tên màu xanh và đỏ giữa các isobar cho thấy hướng gió và nhiệt độ tương đối của nó, trong khi biểu tượng "L" biểu thị trung tâm của "vùng áp suất thấp". Lưu ý ranh giới frông lạnh và ấm.

## Các trận bão gió đáng chú ý

### Bão gió lịch sử

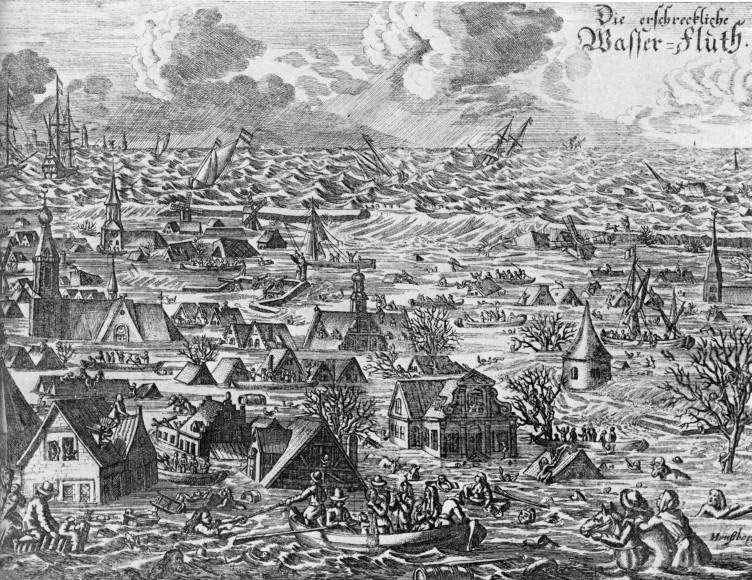
Hình ảnh đương đại về trận lụt tràn vào bờ biển Bắc Đức và Đan Mạch vào tháng 10 năm 1634.

- Grote Mandrenke, 1362 - Một cơn bão gió lớn ở tây nam Đại Tây Dương quét qua Anh, Hà Lan, Bắc Đức và Nam Đan Mạch, giết chết hơn 25.000 người[47] và thay đổi bờ biển Hà Lan-Đức-Đan Mạch[48].
- Lụt Burchardi, 1634 - còn được gọi là "Grote Mandrenke thứ hai", đi vào Nordfriesland, nhận chìm khoảng 8.000-15.000 người và phá hủy hòn đảo Strand.
- Bão lớn năm 1703 - Bão gió lớn ảnh hưởng đến bờ biển phía nam của nước Anh.
- Đêm của cơn gió lớn, 1839 - cơn bão mạnh nhất ở Ireland trong những thế kỷ gần đây, với gió cường độ hurricane, giết chết từ 250 đến 300 người và làm hàng trăm nghìn ngôi nhà không thể ở được.
- Bão Hiến chương Hoàng gia, 25-26 tháng 10 năm 1859 - Bão Hiến chương Hoàng gia được coi là cơn bão nghiêm trọng nhất đánh vào quần đảo Anh trong thế kỷ 19, với tổng số người chết ước tính trên 800 người. Nó lấy tên từ tàu Hiến chương Hoàng gia bị bão tố trôi dạt vào bờ biển phía đông Anglesey, xứ Wales với tổn thất trên 450 người.
- Thảm họa Cầu Tay, 1879 - Cơn bão nghiêm trọng (ước tính là cường độ 10-11) quét qua bờ biển phía đông của Scotland, khiến cho sự sụp đổ của Cầu Đường xe lửa Tay và làm chết 75 người trên chiếc tàu xấu số.[49]
- 1928 Lụt Thames, 6-ngày 7 tháng 1 năm 1928 - Tuyết tan chảy kết hợp với mưa lớn và cơn bão ở biển Bắc đã làm cho lũ lụt ở trung tâm Luân Đôn và làm chết 14 người.

### Bão nghiêm trọng từ 1950
- Lũ lụt ở Biển Bắc năm 1953 - Được xem là thảm hoạ thiên nhiên tồi tệ nhất của thế kỷ 20 ở Hà Lan và Anh, với hơn 2.500 người chết, trong đó có 133 người bị mất khi phà xe MV Princess Victoria chìm tại kênh Bắc của Belfast.
- Lũ Biển Bắc năm 1962 - Bão đến bờ biển Đức của Biển Bắc với tốc độ gió lên đến 200 km/h. Bão kết hợp với thủy triều cao đẩy nước vào sông Weser và Elbe, phá vỡ đê và gây ngập lụt lan rộng, đặc biệt là ở Hamburg. 315 người thiệt mạng, khoảng 60.000 người mất nhà cửa.
- Bão tháng 1 năm 1976, 2-5 tháng 1 năm 1976 - Các thiệt hại vì gió lan rộng được báo cáo trên khắp châu Âu từ Ireland đến Trung Âu. Lũ lụt ở bờ biển xảy ra ở Anh, Bỉ và Đức với đợt sóng cao nhất của thế kỷ 20 ghi nhận trên bờ biển Đức.
- Đại bão năm 1987 - Bão này ảnh hưởng đến phía đông nam nước Anh và miền bắc nước Pháp. Tại Anh có gió trung bình cực đại là 70 hải lý / giờ (trung bình hơn 10 phút). Gió mạnh nhất 117 knot (217 km/h) được ghi nhận tại Pointe du Raz ở Brittany. Tổng số 19 người thiệt mạng ở Anh và 4 ở Pháp. 15 triệu cây đã bị nhổ gốc ở Anh.
- Loạt bão 1990 - Từ ngày 25 tháng 1 đến ngày 1 tháng 3 năm 1990, 8 cơn bão dữ dội vượt Châu Âu, trong đó có trận bão Burns Day (Daria), Vivian & Wiebke. Tổng chi phí phát sinh từ những cơn bão này ước tính gần 13 tỷ euro [50].
- Bão Braer trong tháng 1 năm 1993 - cơn bão mạnh nhất của loại này được ghi nhận.
- Bão Lothar và Martin,[51] 1999 - Pháp, Thụy Sĩ và Đức bị ảnh hưởng bởi các trận bão lớn Lothar (250 km / 160 dặm / giờ) và Martin (198 km / 123 dặm / giờ). 140 người thiệt mạng trong các cơn bão. Lothar và Martin cùng nhau để lại 3,4 triệu người dùng ở Pháp mà không có điện.[15] Đây là một trong những sự xáo trộn năng lượng lớn nhất mà một nước phát triển hiện đại đã từng trải nghiệm [19]. Tổng chi phí phát sinh từ cả hai cơn bão ước tính gần 19,2 tỷ đô la Mỹ.
- Kyrill,[52] 2007 - Cảnh báo bão đã được đưa ra đối với nhiều nước ở Tây Âu, Trung và Bắc Âu với các cảnh báo bão nghiêm trọng đối với một số khu vực. Ít nhất 53 người thiệt mạng ở miền Bắc và Trung Âu, gây ra sự hỗn loạn đi lại khắp khu vực.
- Xynthia,[53] 2010 - Một cơn bão dữ dội đã di chuyển qua Quần đảo Canaria sang Bồ Đào Nha và phía tây và phía bắc Tây Ban Nha, trước khi di chuyển sang phía Tây Nam nước Pháp. Tốc độ gió cao nhất ghi nhận ở Alto de Orduña (228 km/h / 142 dặm / giờ). 50 người được báo cáo là đã chết.[54]

### Bão gần đây
- Những cơn bão mùa đông năm 2013-14 ở châu Âu đã chứng kiến một loạt các cơn bão lượng mưa lớn với luồng gió mạnh. Sự hình thành lặp lại những vùng áp suất thật thấp trên Đại Tây Dương đã làm cho các đợt sóng lớn dâng lên cùng với một số thủy triều thiên văn cao nhất trong năm và dẫn đến thiệt hại ven biển. Các khu vực áp suất thấp đã gây ra mưa lớn và ngập lụt, trở nên trầm trọng nhất ở các vùng của Anh Quốc như ở Somerset Levels.